# Les Filles du calendrier sur scène
Pour plus de détails, voir Fiche technique et Distribution.
Les Filles du calendrier sur scène est un téléfilm français réalisée par Jean-Pierre Vergne, diffusé en 2004.

## Synopsis
Une année en arrière, des amies décident de poser nues sur un calendrier municipal. Cette fois, elles veulent mettre en scène un spectacle.

## Fiche technique
Source : IMDb, sauf mention contraire
- Réalisateur : Jean-Pierre Vergne
- Scénariste : Julie Jézéquel
- Musique du film : Jean-Félix Lalanne
- Directeur de la photographie : Joël Labat
- Montage : Alain Caron
- Distribution des rôles : Fabienne Dubois et René Tollemer
- Création des décors : Michel Blaise
- Création des costumes : Brigitte Faur-Perdigou
- Société de production : DEMD Productions
- Pays d'origine : France
- Genre : Comédie
- Durée : 90 minutes
- Date de diffusion : 24 avril 2004

## Distribution
- Eva Mazauric : Maryline
- Élisabeth Margoni : Françoise
- Hélène Surgère : Fanny
- Julie Jézéquel : Catherine
- Catriona MacColl : Sue
- Marianne Anska : Anicée
- Mia Frye : Lolita
- Christian Brendel : Le maire
- Jean-Michel Tinivelli : Arnaud
- Georges Neri